# أبولو موسين بوشكين
أبولو موسين بوشكين (بالروسية: Аполло́с Аполло́сович Му́син-Пу́шкин) عالم نبات روسي.